# Буллер, Андреас
Андреас Буллер (нем. Andreas Buller, род. 1961, в городе Абай, Казахская ССР) — немецко-русский философ, теоретик истории и автор научно-популярных монографий.

## Биография
Буллер родился в 1961 году в городе Абай Казахской ССР. Его родители — российские немцы, которые после Второй мировой войны были депортированы в трудовой лагерь. После освобождения им разрешили поселиться в Караганде, где Андреас и провёл своё детство — сначала в бараке бывшего советского лагеря Карлаг для военнопленных и политических заключённых.
С 1990 года Буллер проживает в Германии, где он в 2001 году, после окончания немецкого университета (Fernuniversität Hagen), защитил свою докторскую работу на тему: «Die Geschichtstheorien des 19. Jahrhunderts. Das Verhältnis zwischen historischer Wirklichkeit und historischer Erkenntnis bei K. Marx und J. G. Droysen. Beitrag zur transzendentalen Historik» («Теории истории XIX столетия: К. Маркс и Й. Г. Дройзен в сравнении») в университете города Хаген. В настоящее время он преподаёт философию в Swiss International School.

## Научная деятельность
Свои работы Буллер публиковал на русском, немецком и английском языках. В своём двуязычном труде «Мораль и язык тоталитаризма — большевизма, национал-социализма и путинизма» (англ. «Morality and Language of Totalitarianism. Moral Basics of Putinism») он анализирует этические основания тоталитарного языка в различных политических системах XX и XXI веков — большевизма, национал-социализма и путинизма. Другие исследования Буллера посвящены понятию времени, проблемам познания прошлого, интерпретации смерти в гуманитарных науках, а также актуальности наследия Владимира Соловьёва. По отношению к теме смерти автор в своей работе замечает, что также смерть, стремясь к бесследности, всё-таки оставляет после себя следы.
Философия следа является центральной в творчестве Буллера. Его первая работа на эту тему «Три лекции о понятии след» была адресована, прежде всего, историкам. В ней автор пытается разрушить мощные междисциплинарные границы между философской и исторической наукой. В научной истории он видит «организованный процесс чтения следов». Отклики на книгу поступили прежде всего от историков. Следующей работой о следах была монография «Следы и слои времени (со статьями Райнхарта Козеллека)», в которой Буллер опубликовал некоторые, переведённые им на русский язык, статьи Райнхарта Козеллека. В 2016 году он издал свою немецкоязычную работу «Theorie und Geschichte des Spurbegriffes. Entschlüsselung eines rätselhaften Phänomens» («Теория и история понятия след. Разгадка загадочного феномена»). К теме следа Буллер обращался и в рамках своих исследований по истории русской философии, опубликовав статью об эпистемологии следа и проблеме непостижимого у Семёна Людвиговича Франка.
В 2018 году Буллер выпустил в свет сборник своих статей о философе Владимире Сергеевиче Соловьёве. Позже, в одной из своих, опубликованной в журнале «Соловьёвские исследования», статье он предпринял попытку сравнительного анализа философских взглядов Владимира Соловьёва и Артура Шопенгауэра. Буллер пришёл к выводу, что чувство сострадания является той общей категорией, которая объединила друг с другом этих двух, очень разных, мыслителей. В 2009 году вышла, приуроченная к 100-летнему юбилею выхода сборника «Вехи», публикация Буллера о русской философии на немецком языке: «Die Kommunismusidee in der russischen Religionsphilosophie» («Идея коммунизма в русской религиозной философии»). Цель работы заключалась в том, чтобы познакомить немецкого читателя с мыслителями Серебрянного века.
Для студентов исторических факультетов российских вузов Буллер подготовил учебное пособие «Введение в теорию истории».

## Восприятие и критика
Книги Буллера обсуждаются в различных контекстах — особенно это касается его последней работы о морали и языке тоталитаризма, которая была подробно рассмотрена в видеоблоге российского оппозиционного политика Максим Кац. Видео последнего «Основа путинизма. На чём строится власть президента?» собрало на YouTube более 800 000 просмотров. В дополнение к своему видео Кац выпустил и одноимённый подкаст. Кроме того, журнал «Холод» опубликовал интервью с Андреасом Буллером под заголовком: «Пропаганда Третьего рейха и Путина использует одни и те же методы».
В то же время российская газета «Завтра», в рамках развёрнувшейся в прессе информационной кампании против Института философии Российской Академии наук, подвергла научную деятельность Буллера резкой критике. Она обвинила Буллера в навязывании «западных ценностей», якобы «развращающих» российскую молодёжь. Материал был перепечатан рядом близких по редакционной политике медиа, где уже в заголовках подчёркивалась «опасность западной философии» для российских детей. Несмотря на высказанную критику, Буллер продолжил работу в области философского образования детей. В 2025 году в Швейцарии вышла его книга на русском языке «Рассказы о философии для детей и взрослых», в которой в диалогической форме прослеживается развитие философской мысли от античности до современности.

## Избранные публикации
- Die Geschichtstheorien des 19. Jahrhunderts. Das Verhältnis zwischen historischer Wirklichkeit und historischer Erkenntnis bei K. Marx und J. G. Droysen. Beitrag zur transzendentalen Historik. Берлин: Logos, 2002. — 214 с. — ISBN 978-3-8325-0089-4.
- Три лекции о понятии след. Санкт-Петербург: Алетейя, 2016. — 125 с. — ISBN 978-5-906792-86-0.
- Следы и слои времени (со статьями Р. Козеллека). Санкт-Петербург: Академическая книга, 2022. — 214 с. — ISBN 978-5-98712-286-0.
- Theorie und Geschichte des Spurbegriffs. Entschlüsselung eines rätselhaften Phänomens. Марбург: Tectum, 2016. — 134 S. — ISBN 978-3-8288-3753-9.
- Тема смерти в философии, истории и литературе. Санкт-Петербург: Алетейя, 2019. — 190 с. — ISBN 978-5-907189-24-9.
- В. С. Соловьёв и современность. Москва: Наука, 2018. — 184 с. — ISBN 978-5-02-040071-9.
- Die Kommunismusidee in der russischen Religionsphilosophie. Берлин: Logos, 2009. — 126 с. — ISBN 978-3-8325-2093-9.
- Введение в теорию истории. Учебное пособие для бакалавриата. Москва: Юрайт, 2018. — 180 с. — ISBN 978-5-534-05911-3.
- Мораль и язык тоталитаризма: большевизма, национал-социализма и путинизма. Берлин: LIT Verlag, 2023. — 151 с. — ISBN 978-3-643-25084-1.
- Morality and Language of Totalitarianism. Moral Basics of Putinism. Берлин: LIT Verlag, 2023. — 136 p. — ISBN 978-3-643-91447-2.
- Буллер, Андреас. Рассказы о философии для детей и взрослых / под ред. Е. Тонковой. — Цуг: Sandermoen Publishing, 2025. — ISBN 978-3-03974-072-7.